# Park Sung-hyun
Park Sung-hyun (hangul: 박성현, hancha: 朴成賢, ur. 1 stycznia 1983 w Gunsan) – koreańska łuczniczka, czterokrotna medalistka olimpijska, ośmiokrotna medalistka mistrzostw świata. Startuje w konkurencji łuków klasycznych.
Największym jej osiągnięciem jest złoty medal igrzysk olimpijskich w Atenach w 2004 roku w konkurencji indywidualnej oraz srebro na następnych igrzyskach w Pekinie. Jest również dwukrotną złotą medalistką olimpijską drużynowo. Indywidualna mistrzyni świata (2001).
Należy do niej rekord rundy FITA, zdobyła 1405 punktów.